# Лондонський саміт НАТО 1977
Лондонський саміт 1977 — четвертий саміт керівників держав-членів НАТО, відбувся у Лондоні за участі новообраного президента США Джиммі Картера. Формальна сесія і прес-конференція відбулись 10-11 травня в Лондоні.
Це була п'ята зустріч керівників держав-членів НАТО після показового підписання Північноатлантичного договору 4 квітня 1949.
В цей період організація зіткнулась з невирішеними проблемами — чи будуть нові керівники держав-членів прихильними до НАТО, як їхні попередники
На саміті було вирішено почати довгострокову оборонну програму.
Станом на 1977 до НАТО входили 15 країн:
Бельгія, Велика Британія, Данія, Канада, Ісландія, Італія, Люксембург, Нідерланди, Норвегія, Португалія, США, Франція, Греція, Туреччина, Західна Німеччина.

## Геополітична ситуація
Непрямі конфлікти холодної війни між наддержавами тривали в кінці 1960х — на початку 1970х, але загальна напруга дещо спала і почалася розрядка. Китайці прагнули покращити стосунки зі Штатами, щоб отримати перевагу над СРСР.
В лютому 1972 Річард Ніксон відвідав Пекін і зустрівся з Мао Цзедуном і Джоу Енлаєм. Ніксон і Генрі Кіссінджер оголосили про потепління у взаєминах з маоїстським Китаєм.
Прагнення СРСР втримати Китай в стані загрози конфлікту на два фронти, і відновлення почуття оточення суперниками були одним із чинників, що підштовхували СРСР та США до розрядки. Іншими двома причинами було те, що СРСР досяг приблизної рівності в ядерних арсеналах, і те, що Штати зазнали поразки у в'єтнамській війні (американські війська було виведено 1972, мирний договір було підписано 1975). Менший вплив мали третій світ та охолодження відносин із Західною Європою.
Пізніше, в травні Ніксон і Кіссінджер зустрілися з радянськими лідерами у Москві, і оголосили про переговори щодо обмеження стратегічних озброєнь, щоб пригальмувати розвиток найруйнівніших ядерних ракет і затратних антибалістичних ракет.
Між 1972 та 1974 дві сторони також погодилися посилити свої економічні зв'язки. Тим часом ці тенденції збіглися з Ostpolitik (східною політикою), яку проводив німецький канцлер Віллі Брандт. Іншою угодою став висновок про необхідність стабілізації ситуації в Європі, кульмінацією чого стала Гельсінкська угода, підписана на конференції з безпеки і співробітництва в Європі у 1975 році.
1975 «найвищим» (і в прямому, і в переносному значенні) проявом розрядки і закінченням космічних перегонів стала спільна радянсько-американська програма «Союз»—«Аполлон».

## Джерело
Події 1977 [Архівовано 25 травня 2013 у Wayback Machine.] на сайті НАТО(англ.)